# Barranc de Llubriqueto
El Barranc de Llubriqueto, o de la Sallent, és un barranc que discorre del tot dins del terme municipal de la Vall de Boí, a la comarca de l'Alta Ribagorça, i dins la zona perifèrica del Parc Nacional d'Aigüestortes i Estany de Sant Maurici.
Situat en la Vall de Llubriqueto, té el naixement a 2.334 metres, en el desguàs de l'Estany Gémena de Baix. El seu curs inicial discorre cap al sud, on es troba el Salt de Llubriqueto, per després virar al sud-est en el Pla de la Cabana, on rep per la dreta les aportacions del Barranc d'Estany Roi i de les Basses d'Estany Roi més orientals. Continuant en el seu curs cap al sud-est rep, també per la dreta, el torrent provinent del Tou de les Olles, per poc després desplomar-se en un segon salt: el de la Sallent, d'uns 220 metres. Finalment desemboca en la riba dreta de la Noguera de Tor, just per sota de Caldes de Boí.